# Manto acuífero
Manto acuífero è un film del 2013 diretto da Michael Rowe. 
Rappresenta il secondo capitolo della Trilogia della Solitudine, cominciata con il film del 2010 Año bisiesto e terminata con Early Winter nel 2015.

## Trama
Caro, una bambina di otto anni, è costretta a trasferirsi con la madre e il patrigno Felipe in seguito al divorzio dei suoi genitori. Nonostante la madre le abbia fatto capire che non vuole più rivedere il suo ex-marito, Caro si sente abbandonata e si rifugia in sé stessa. Un giorno, la bimba scopre un piccolo giardino nei pressi di un pozzo dietro casa. Per compensare il senso di vuoto, innalza nel fondo del pozzo un altare con le foto dei suoi genitori. Caro vive in due mondi: c'è la casa con la televisione, e c'è il giardino, un luogo accessibile solo a lei dove si sente felice e può vivere in simbiosi con le piante e gli animali. Così, mentre si allontana sempre più dalla madre, Caro scopre un segreto sul padre e il suo equilibrio interiore inizia a sgretolarsi.

## Produzione
L'idea del film nasce dalla lettura del romanzo Blueback scritto da Tim Winton. Da un punto di vista sociale, Michael Rowe, nato in Australia ma residente in Messico, intende denunciare la "cultura del divorzio facile" che non tiene conto degli effettivi sentimenti dei bambini. Il film è stato girato nello stato della Puebla. È caratterizzato dalla totale assenza di colonna sonora.

## Distribuzione
Il film è stato presentato in anteprima in concorso all'ottava edizione della Festa del Cinema di Roma.
Il film è stato distribuito nelle sale cinematografiche messicane il 3 settembre 2015. Successivamente fu distribuito negli Stati Uniti d'America dalla Mundial Films con il titolo The Well.

## Riconoscimenti
- Festa del Cinema di Roma
  - 2013: Candidatura al premio Marc'Aurelio d'Oro per il miglior film